# Payne, Ohio
Payne là một làng thuộc quận Paulding, tiểu bang Ohio, Hoa Kỳ. Năm 2010, dân số của làng này là 1194 người.

## Dân số
- Dân số năm 2000: 1166 người.
- Dân số năm 2010: 1194 người.